# John Philip Sousa
John Philip Sousa (Washington, 6 de novembro de 1854 – Reading, 6 de março de 1932) foi um compositor e maestro de banda luso-americano, do romantismo tardio, popularmente conhecido como O Rei das Marchas, como The Stars and Stripes Forever, marcha oficial dos Estados Unidos. A sua produção musical inclui cerca de 15 operetas e várias canções. Conhecido por ter idealizado e dado nome ao Sousafone.

## Biografia
John Philip Sousa nasceu nos Estados Unidos da América, terceiro de dez filhos e filhas de pai português de origem açoriana e mãe bávara, de nome: João António de Sousa (John Anthony Sousa) (Sevilha, 22 de Setembro de 1824 – 27 de Abril de 1892) e Maria Elisabeth Trinkhaus (Darmstadt, 20 de Maio de 1826 – 25 de Agosto de 1908). Os seus pais eram descendentes de portugueses, espanhóis e hessianos (alemães); seus avós paternos eram português e espanhola. Sousa iniciou a sua educação musical, tocando violino, como pupilo de João Esputa, e de G.F. Benkert, em harmonia e composição musical, com apenas seis anos.
Com a sua própria banda, entre 1892-1931, realizou 15623 concertos. Em 1900, a sua banda representa os Estados Unidos na Exposição Universal de Paris (1900).
Morreu de insuficiência cardíaca com 78 anos em 6 de março de 1932, no seu quarto no Hotel Abraham Lincoln, em Reading, Pensilvânia. Ele tinha conduzido um ensaio de "Stars and Stripes Forever". Ele encontra-se enterrado em Washington, DC no Cemitério do Congresso.

## Obras

### Marchas
- "The Gladiator March" (1886)

- "Semper Fidelis" (1888) (Marcha Oficial da Corpo de Fuzileiros Navais dos Estados Unidos da América)

- "The Washington Post" (1889)

- "The Thunderer" (1889)

- "Manhattan Beach March" (1893)

- "King Cotton" (1895)

- "Stars and Stripes Forever" (1896) (Marcha Nacional dos Estados Unidos da América)

- "El Capitan" (1896)

- "Hands Across the Sea" (dedicada à banda da Virginia Tech Corps of Cadets - a Highty-Tighties) (1899)

- "Fairest of the Fair" (1908)

- "U.S. Field Artillery" (1917) (versão alternativa da The Army Goes Rolling Along é a banda oficial do Exército dos Estados Unidos da América)

- "The Gallant Seventh" (1922)

- "High School Cadets" (1890)
- "The Loyal Legion" (1890)
- "The Liberty Bell" (1893) (créditos para Monty Python's Flying Circus)
- "Hail to the Spirit of Liberty" March (1900)
- "Invincible Eagle" (1901) (Dedicada a Pan-American Buffalo Exposition)
- "Glory of the Yankee Navy" (1909)
- "Who's Who in Navy Blue" (1920)
- "Nobles of the Mystic Shrine" (1923)
- "The Black Horse Troop" (1924)
- "Pride of the Wolverines" (1926)
- "Minnesota March" (1927)

Escreveu marchas de várias universidades americanas, incluindo Universidade Estadual do Kansas, Universidade de Nebraska, Universidade Marquette, e Universidade de Minnesota.

### Operetas

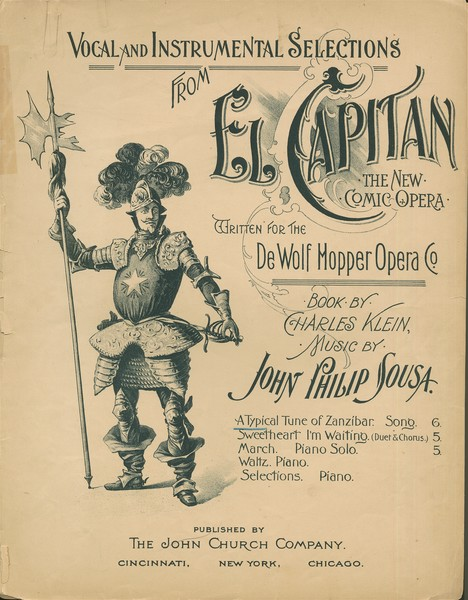
programa musical, 1896

- The Queen of Hearts (1885), ou Royalty and Roguery
- The Smugglers (1862)
- Désirée (1873)
- El Capitan (1989)
- The Bride Elect (1897), libreto de Sousa.
- The Charlatan (1898), ou The Mystical Miss,[4]
- Chris and the Wonderful Lamp (1899)
- The Free Lance (1905)
- The American Maid (1909), ou The Glass Blowers.[5]

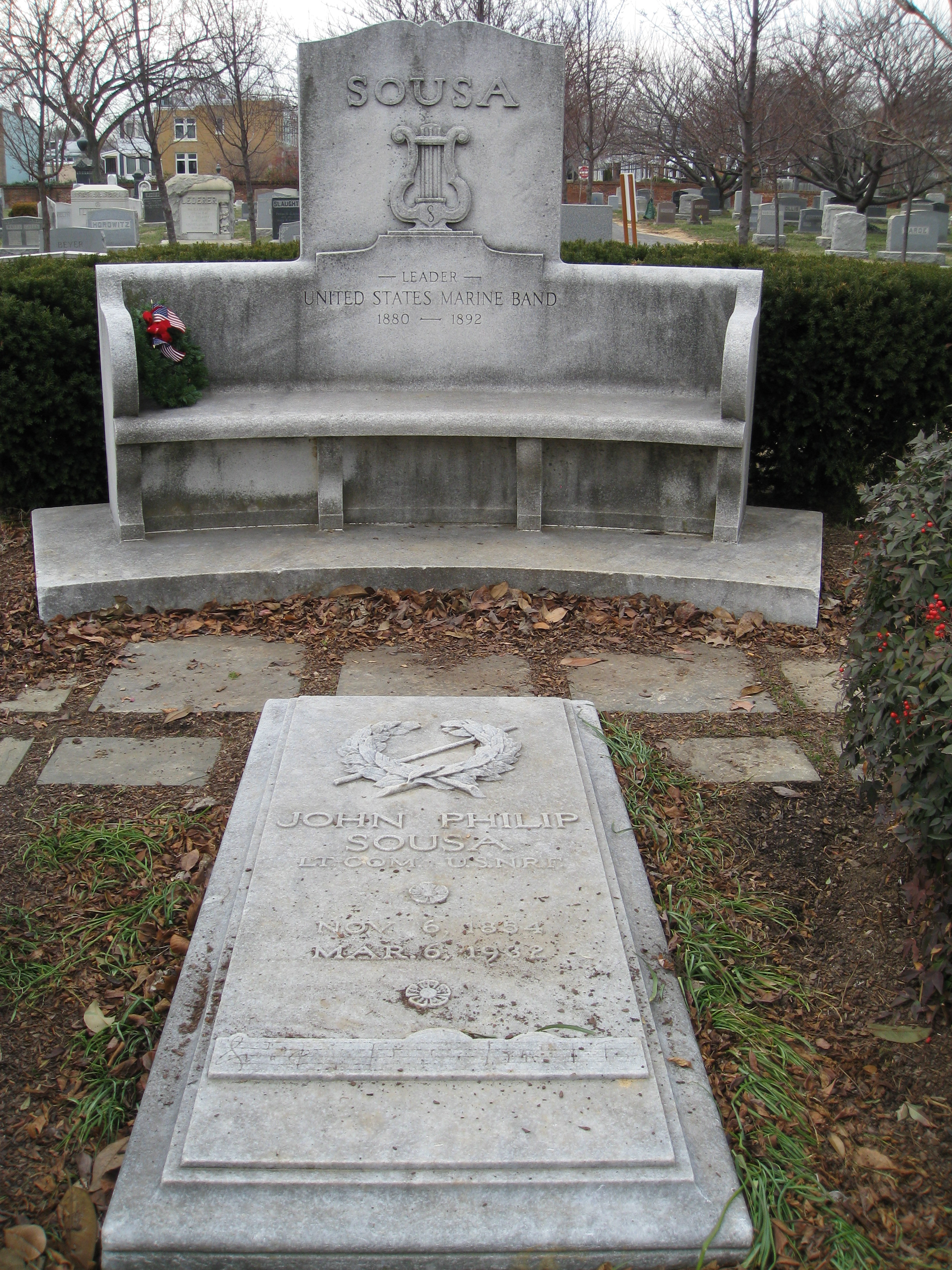
Sousa no Congressional Cemetery (Washington, DC, USA)